# Fairies
Fairies (яп. フェアリーズ Фэари:дзу, «феи») — японская женская идол-группа, созданная в 2011 году агентством по поиску талантов Vision Factory и выпускающаяся на принадлежащем Avex Group лейбле Sonic Groove.
Fairies дебютировали 21 сентября 2011 года с двойным синглом «More Kiss / Song for You».
На 53-й церемонии Japan Record Awards, состоявшейся 30 декабря 2011 года, группа получила награду Best New Artist («Лучший новичок года»), обойдя, в числе прочих номинантов, гёрл-группы 2NE1 и SUPER GiRLS.

## Состав
- Рикако Иноуэ (яп. 井上 理香子 Inoue Rikako), род. 29 мая 1996 (29 лет) в префектуре Нагасаки[3], цвет: пурпурный[4],  слоган: Small Nagasaki (яп. スモール長崎)
- Сора Номото (яп. 野元 空 Nomoto Sora), род. 11 сентября 1997 (27 лет) в префектуре Кагосима[3], цвет: синий[5],  слоган: Kagoshima no dance musume (яп. 鹿児島のダンス娘)
- Момока Ито (яп. 伊藤 萌々香 Itō Momoka), род. 15 декабря 1997 (27 лет) в префектуре Сайтама[3], цвет: красный[6],  слоган: Sappari-kei joshi (яп. サッパリ系女子), основная вокалистка на песне «More Kiss» с 1-го сингла
- Махиро Хаясида (яп. 林田 真尋 Hayashida Mahiro), род. 7 мая 1998 (27 лет) в префектуре Хёго[3], цвет: жёлтый[7],  слоган: Akarusa tennen sports shōjo (яп. 明るさ天然スポーツ少女)
- Каванэ Киёмура (яп. 清村 川音 Kiyomura Kawane), род. 2 июня 1998 (27 лет) в префектуре Кумамото[3], цвет: зелёный[8], слоган: Kumamoto no oasis (яп. 熊本のオアシス) — Де-факто покинула группу в январе 2013 года. (Официально ушла во временный отпуск, чтобы сконцентрироваться на школе, но с тех пор не вернулась.)[источник не указан 3948 дней].
- Мириа Фудзита (яп. 藤田 みりあ Fujita Miria), род. 15 июня 1998 (27 лет) в префектуре Осака[3], цвет: оранжевый[9], слоган: Genki ippai powerful Kansai musume (яп. 元気いっぱいパワフル関西娘), эксклюзивная модель Nico Petit (версии журнала Nicola), бывшая участница Next Generation
- Мики Симомура (яп. 下村 実生 Shimomura Miki), род. 22 октября 1998 (26 лет) в Токио[3], цвет: розовый[10], слоган: Fushigi-chan (яп. 不思議ちゃん)

## Дискография

### Синглы
| №  | Название                              | Дата выпуска     | Чарты     |
| №  | Название                              | Дата выпуска     | JP Oricon |
| -- | ------------------------------------- | ---------------- | --------- |
| 1  | «More Kiss / Song for You»            | 21 сентября 2011 | 11        |
| 2  | «HERO / Sweet Jewel»                  | 21 декабря 2011  | 9         |
| 3  | «Beat Generation / No More Distance»  | 4 апреля 2012    | 5         |
| 4  | «Tweet Dream / Sparkle»               | 25 июля 2012     | 9         |
| 5  | «White Angel»                         | 14 ноября 2012   | 5         |
| 6  | «Hikari no Hate ni» (яп. 光の果てに)  | 24 июля 2013     | 6         |
| 7  | «RUN with U»                          | 19 февраля 2014  | 8         |
| 8  | «Super Hero / Love Me, Love You More» | 28 мая 2014      | 10        |
| 9  | «BLING BLING MY LOVE»                 | 3 сентября 2014  | 11        |
| 10 | «Kiss Me Babe / Hirari»               | 25 марта 2015    | 5         |

### Синглы подгрупп

#### M Three
Юнит (подгруппа) называется M Three (яп. Mスリー) и состоит из трёх участниц, имена которых начинаются на букву «M» (в латинской транскрипции).
- Участницы: Miki, Miria, Mahiro

| № | Название                                                                           | Дата выпуска  | Чарты     |
| № | Название                                                                           | Дата выпуска  | JP Oricon |
| - | ---------------------------------------------------------------------------------- | ------------- | --------- |
| 1 | «Yume Miru Dancing Doll» (яп. 夢見るダンシングドール, «Мечтающая танцующая кукла») | 27 марта 2013 | 8         |
| 2 | «Your Love»                                                                        | 30 июля 2014  | 16        |

## Сольные синглы

### Момока Ито
| № | Название     | Дата выпуска | Чарты     |
| № | Название     | Дата выпуска | JP Oricon |
| - | ------------ | ------------ | --------- |
| 1 | «Poker Face» | 23 июля 2014 | 16        |

## Видеография

### Видеоклипы
| № сингла | Название                                | Официальное видео на YouTube |
| -------- | --------------------------------------- | ---------------------------- |
| 1        | «More Kiss»                             | смотреть                     |
| 1        | «Song for You»                          | смотреть                     |
| 2        | «Hero»                                  | смотреть                     |
| 2        | «Sweet Jewel»                           | смотреть                     |
| 3        | «Beat Generation»                       | смотреть                     |
| 3        | «No More Distance»                      | смотреть                     |
| 4        | «Tweet Dream»                           | смотреть                     |
| 4        | «Sparkle»                               | смотреть                     |
| 5        | «White Angel»                           | смотреть                     |
| —        | «Yume Miru Dansing Doll» (исп. M Three) | смотреть                     |
| 6        | «Hikari no Hate ni»                     | смотреть                     |
| 7        | «RUN with U»                            | смотреть                     |
| 8        | «Super Hero»                            | смотреть                     |
| —        | «Poker Face» (исп. Момока Ито)          | смотреть                     |
| —        | «Your Love» (исп. M Three)              | смотреть                     |
| 9        | «BLING BLING MY LOVE»                   | смотреть                     |

## Награды

### Japan Record Awards
Japan Record Awards — крупнейшая церемония вручения премий, проводимая ежегодно Союзом композиторов Японии (яп. 日本作曲家協会).
| Год  | Номинированная работа | Номинация       | Результат |
| ---- | --------------------- | --------------- | --------- |
| 2011 | Fairies (группа)      | New Artist      | Победа    |
| 2011 | Fairies (группа)      | Best New Artist | Победа    |